# Nymphidium onaeum
Nymphidium onaeum är en fjärilsart som beskrevs av William Chapman Hewitson 1869. Nymphidium onaeum ingår i släktet Nymphidium och familjen Riodinidae. Inga underarter finns listade i Catalogue of Life.

## Bildgalleri

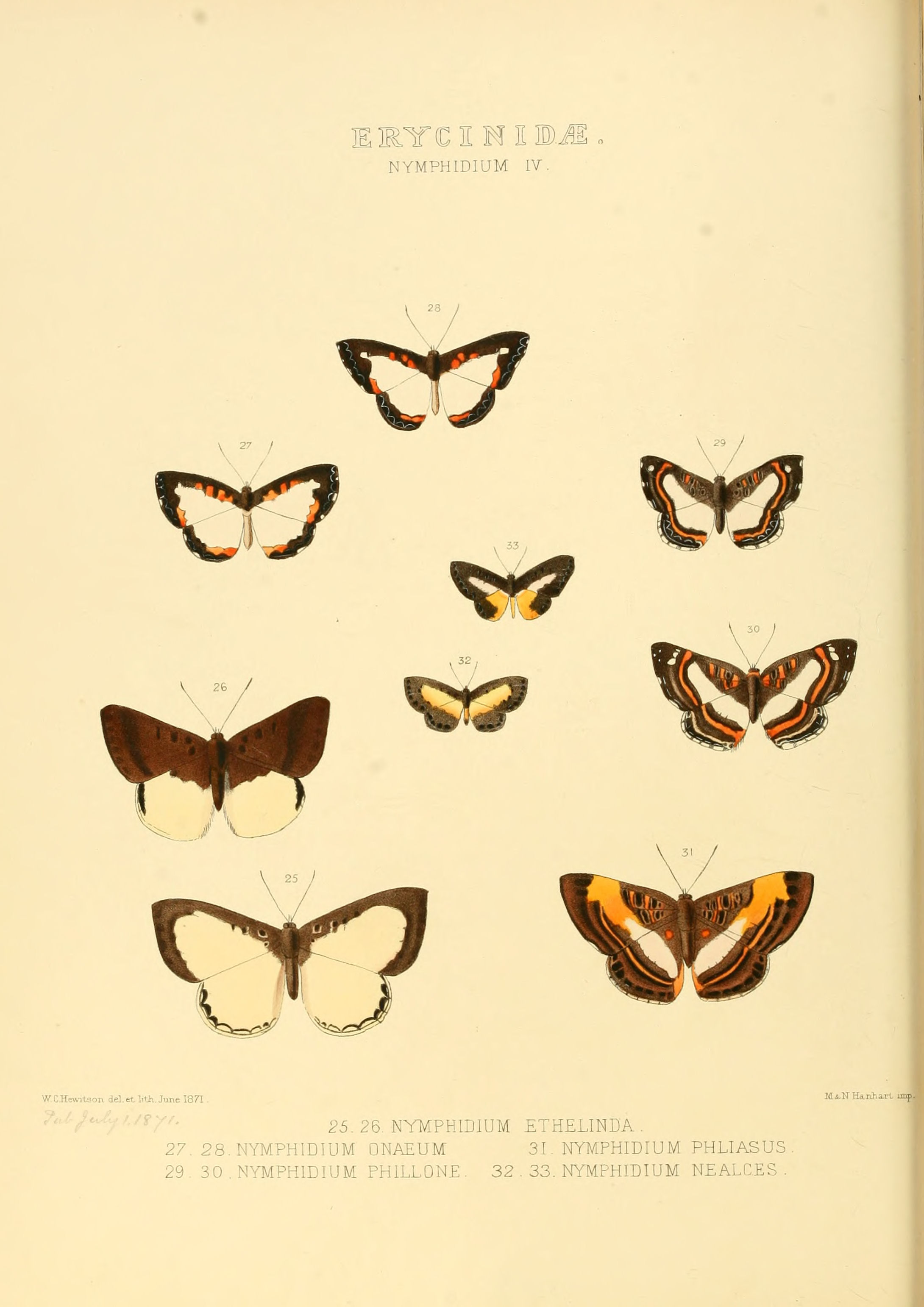